# Уряд Домініки
Уряд Домініки — вищий орган виконавчої влади Домініки.

## Голова уряду
- Прем'єр-міністр — Рузвельт Скерріт (англ. Roosevelt Skerrit).
- Віце-прем'єр-міністр у справах планування і виконання проєктів — Міріам Бланшар (англ. Miriam Blanchard).

## Кабінет міністрів
Склад чинного уряду подано станом на 11 березня 2015 року.
| Логотип | Міністерство                                                                 | Міністр                                      | Фото | Час на посаді | Час на посаді | Партія | Партія | Вебсайт |
| ------- | ---------------------------------------------------------------------------- | -------------------------------------------- | ---- | ------------- | ------------- | ------ | ------ | ------- |
|         | Міністерство громадських служб і портів                                      | Іан Пінард (Ian Pinard)                      |      |               |               |        |        |         |
|         | Міністерство житла, земель і управління водними ресурсами                    | Режиналь Острі (Reginald Austrie)            |      |               |               |        |        |         |
|         | Міністерство закордонних справ                                               | Франсін Барон (Francine Baron)               |      |               |               |        |        |         |
|         | Міністерство інформації, науки, телекомунікацій і технології                 | Кельвер Дарру (Kelver Darroux)               |      |               |               |        |        |         |
|         | Міністерство комерції, підприємництва і розвитку малого бізнесу              | Розелін Поль (Roselyn Paul)                  |      |               |               |        |        |         |
|         | Міністерство молоді, спорту, культури та розширення місцевого самоврядування | Жустін Шарль (Justina Charles)               |      |               |               |        |        |         |
|         | Міністерство освіти і розвитку людських ресурсів                             | Піттер Сен-Жан (Petter Saint-Jean)           |      |               |               |        |        |         |
|         | Міністерство охорони здоров'я і екології                                     | Кеннет Дарру (Kenneth Darroux)               |      |               |               |        |        |         |
|         | Міністерство планування, економічного розвитку та інвестицій                 | Джон Коллін Макінтайр (John Collin Mcintyre) |      |               |               |        |        |         |
|         | Міністерство соціальних служб, родини і гендерних справ                      | Кетрін Даніель (Catherine Daniel)            |      |               |               |        |        |         |
|         | Міністерство сільського і лісового господарства                              | Джонсон Дріго (Johnson Drigo)                |      |               |               |        |        |         |
|         | Міністерство торгівлі, енергетики та зайнятості                              | Іан Дуглас (Ian Douglas)                     |      |               |               |        |        |         |
|         | Міністерство туризму та міського оновлення                                   | Роберт Тонге (Robert Tonge)                  |      |               |               |        |        |         |
|         | Міністерство у справах калінаго                                              | Кассіус Дарру (Cassius Daroux)               |      |               |               |        |        |         |
|         | Міністерство фінансів і державної служби                                     | Рузвельт Скерріт (Roosevelt Skerrit)         |      |               |               |        |        |         |
|         | Міністерство юстиції, імміграції та національної безпеки                     | Райберн Блекмор (Rayburn Blackmoore)         |      |               |               |        |        |         |